# Kalidilem
Kalidilem is een bestuurslaag in het regentschap Lumajang van de provincie Oost-Java, Indonesië. Kalidilem telt 7410 inwoners (volkstelling 2010).